# Sistars
Sistars waren eine polnische Band, gegründet im Jahr 2001.

## Geschichte
Ihre Songs sind eine Mischung aus Hip-Hop und R&B. Am 15. September 2003 erschien das Debütalbum Siła Sióstr (Die Kraft der Schwestern). Die Debütsingle hieß Spadaj (Hau ab). 2004 nahmen Sistars mit dem Song Freedom am polnischen Vorentscheid des Eurovision Song Contests teil und belegten den 7. Platz.
Im Jahr 2004 und 2005 gewannen sie jeweils einen MTV Europe Music Award in der Kategorie „Best Polish Act“.
Anfang Mai 2006 erschien Sistars’ erste Single im deutschsprachigen Raum Inspirations.

## Diskografie

### Alben
- Siła sióstr (2003)
- Sistars EP (2004)
- A.E.I.O.U. (2005) (DE/AT/CH 2006)

### Kompilationen
- The Best of Sistars (2007)

### Singles
- Sutra (2004)
- Inspirations (2005)